# Fatos Nano
Fatos Thanas Nano (Tirana (Albanië), 16 september 1952) is een Albanees politicus. Hij is verschillende keren premier van Albanië geweest. Hij was lid van de Albanese Socialistische Partij. Nano heeft een diploma politieke economie en is doctor in de economie aan de universiteit van Tirana.
Nano werd in het communistische Albanië partijfunctionaris, minister en ten slotte vice-premier. Hij werd door Ramiz Alia, toen president en partijleider van Albanië op 22 februari 1991 voorgedragen als eerste minister, twee dagen nadat studenten in Tirana een standbeeld van wijlen de grote leider Enver Hoxha hadden omvergehaald. Eind maart werden verkiezingen gehouden, maar de rust keerde niet terug. Zelfs in het geïsoleerde Albanië was het doorgedrongen dat overal in Oost-Europa de communistische regeringen waren gevallen. In juni moest hij ontslag nemen na protest van de bevolking en verschillende stakingen.
In 1993 werd hij veroordeeld voor corruptie, maar werd vrijgesproken in 1997, nadat zijn partij aan de macht kwam. Ook in 1997 moest de toenmalige president, en een van Nano's belangrijkste tegenstanders, Sali Berisha ontslag nemen, na het instorten van piramideschema's en aanslepende publieke onrust die dreigde uit te monden in een burgeroorlog. Nog datzelfde jaar, na verkiezingen, werd Nano door president Rexhep Meidani aangesteld als eerste minister. In 1998 nam hij opnieuw ontslag als gevolg van de protesten die volgden na de moord op een leider van de oppositie, Azem Hajdari.
Nano werd op 25 juli 2002 voor de derde keer premier, aangesteld door president Alfred Moisiu. Tijdens twee grote betogingen eiste de bevolking in februari 2004 dat Nano opnieuw zijn ontslag zou indienen vanwege van zijn onvermogen om de groei van de Albanese economie op een goede manier te beheren.
- Gemeinsame Normdatei: 17055869X
- Library of Congress Control Number: n97087901
- National Archives and Records Administration: 10573432
- Virtual International Authority File: 75604440
- WorldCat: E39PBJrm4kGwvkWTXq7dm3ChHC